# Pandal

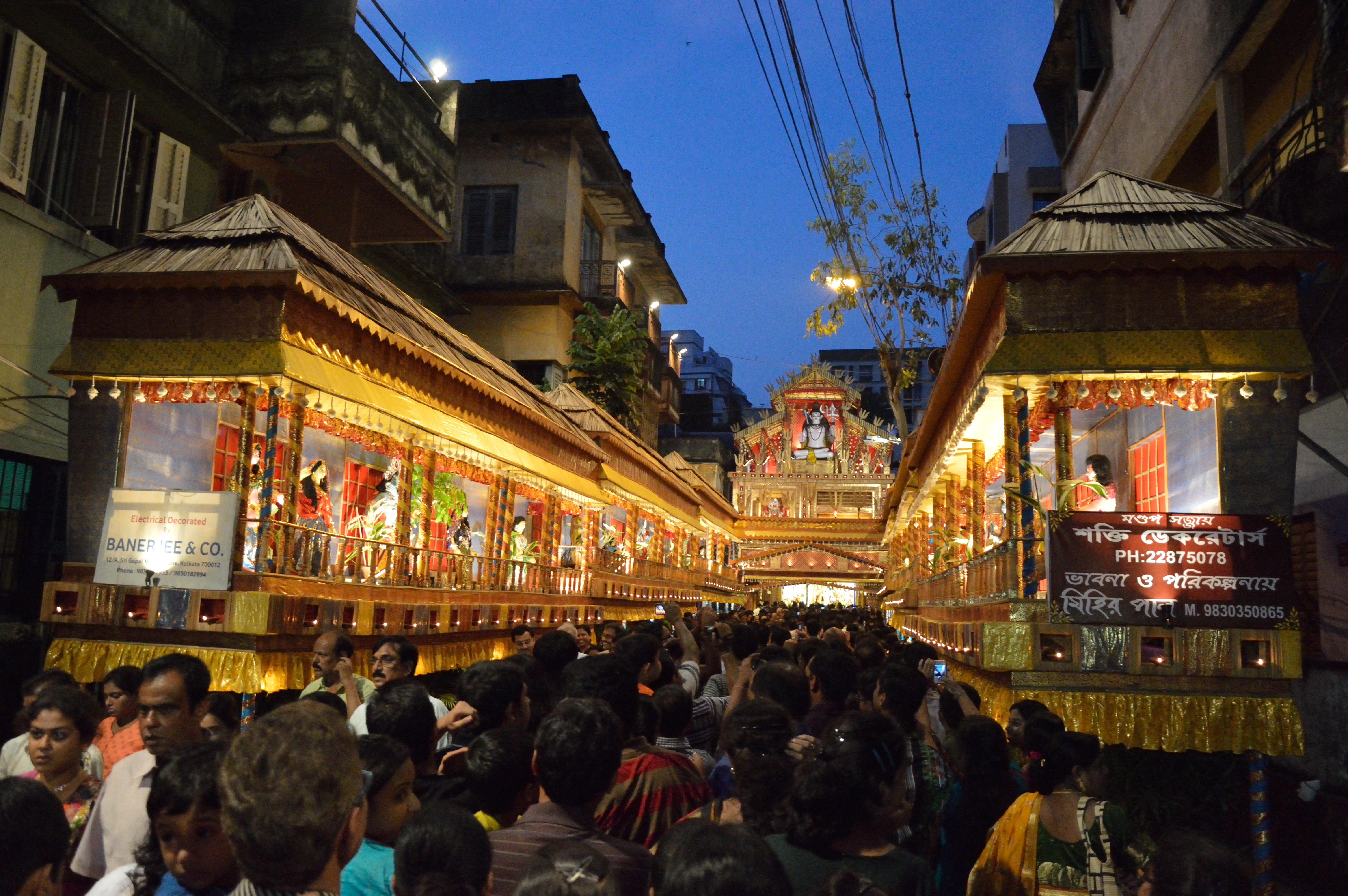
Pandal pour la fête hindouiste de Durgā pūjā, Calcutta, 2011

Un pandal, en Inde et dans les pays voisins, est une structure fabriquée, le plus souvent provisoire, qui est utilisée à de nombreux endroits, par exemple à l'extérieur d'un bâtiment ou dans une zone ouverte comme le long d'une route publique ou devant une maison,. Cette construction est souvent utilisée lors d'un événement religieux ou autre qui rassemble les gens, comme un mariage, une foire, une exposition ou un festival.

## Dans l'hindouisme
Dans l'hindouisme, un pandal est une structure temporaire mise en place pour vénérer habituellement le dieu et la déesse tels que Ganesha pendant Ganesh Chaturthi, Krishna pendant Krishna Janmashtami ou la déesse Durga pendant Durgā pūjā,, connu sous le nom de puja pandal. Les pandals sont également utilisés pour des activités non religieuses. Par exemple, ces tentes sont montées lors de programmes culturels.
Le pandal est l'objet d'une certaine exubérance dans le culture bengalie, où sa conception est devenue source d'innovation et de compétition à l'occasion des célébrations de Durga Puja. À Calcutta, c'est une production artistique à part entière, où chaque année son style se renouvelle en fonction d'un thème bien précis adopté par toute la ville. La plateforme de créativité artistique qu'il représente, ainsi que la forte communauté d'artistes et d'artisans qu'il soutient, ont fait du pandal un élément prépondérant dans la reconnaissance des célébrations de Durga Puja à Calcutta en tant que patrimoine culturel immatériel de l'Humanité par l'UNESCO en 2021.

## Dans lebouddhisme au Sri Lanka
Dans le cadre d'un rituel unique au Sri Lanka, les pandals de Vesak thorana sont installés pendant le festival de Vesak, avec des panneaux lumineux illustrés d'épisodes de la vie du Bouddha Gautama et de Jathaka Katha ou d'histoires basées sur la culture bouddhiste.
Le concept fondamental d'un pandal lors du Vesak est une structure massive et originale, décorée d'un grand nombre de lumières et de peintures montées sur une énorme structure de soutien. Cette structure porteuse est traditionnellement construite avec des Puwak Gasa. La création de la structure requiert de la créativité, de l'inventivité et l'expertise de haut niveau d'un certain nombre d'artistes et d'électriciens de systèmes d'éclairage, sans oublier le financement et la planification à l'avance. L'objectif est de créer une expérience très belle et colorée.

## Galerie

Pandals vus en extérieur nuit
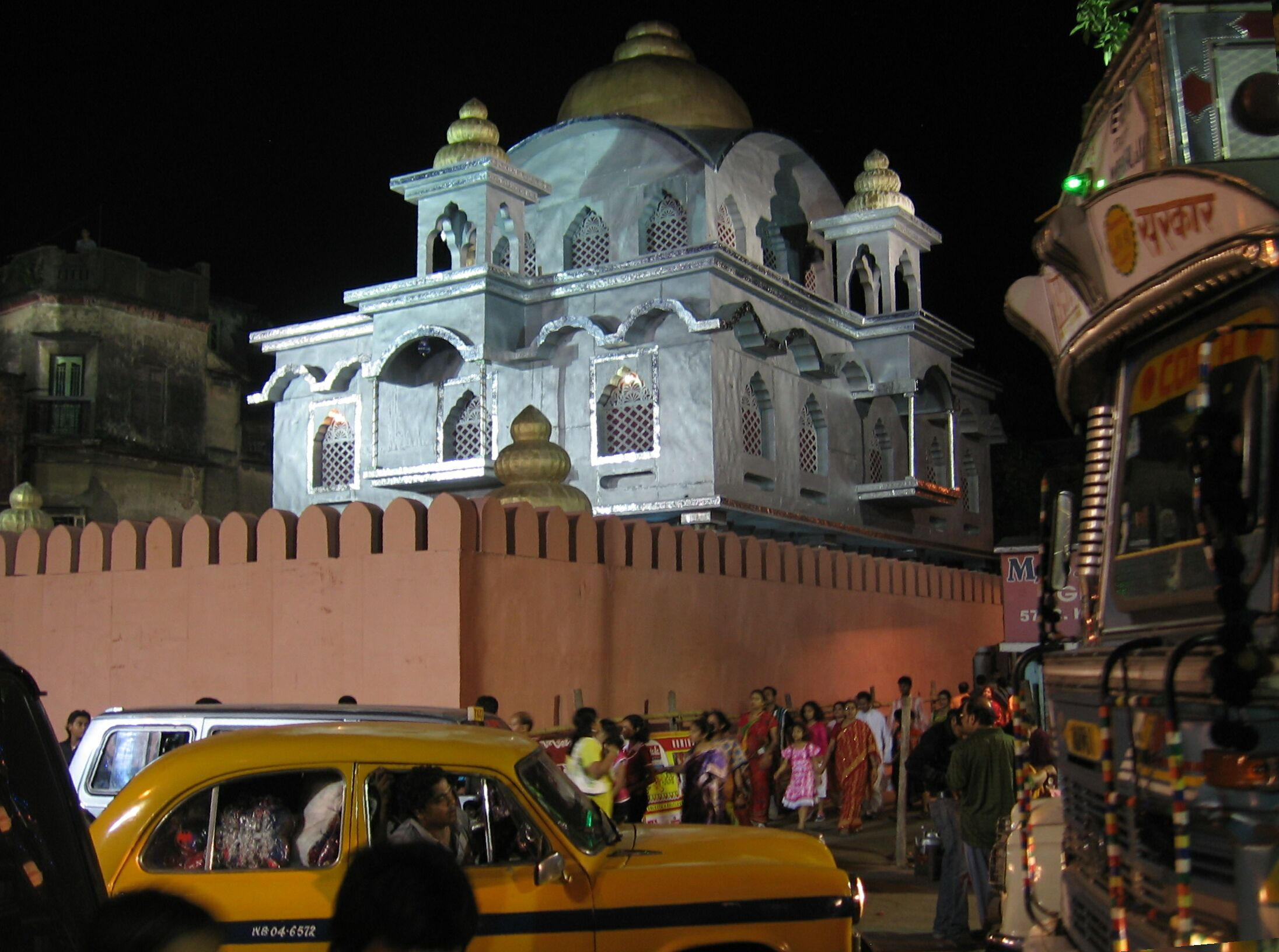
Calcutta, 2007
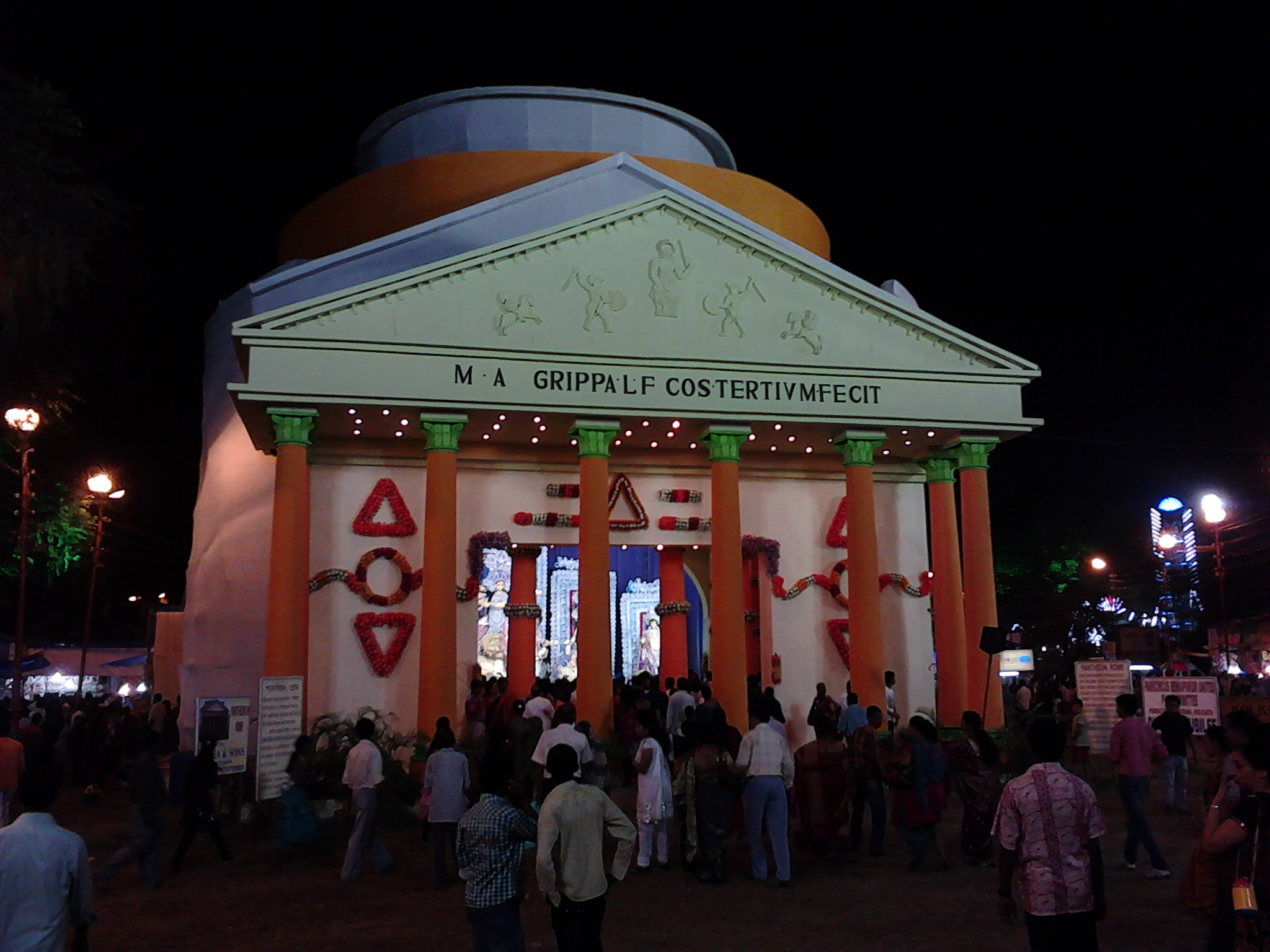
Calcutta, 2011
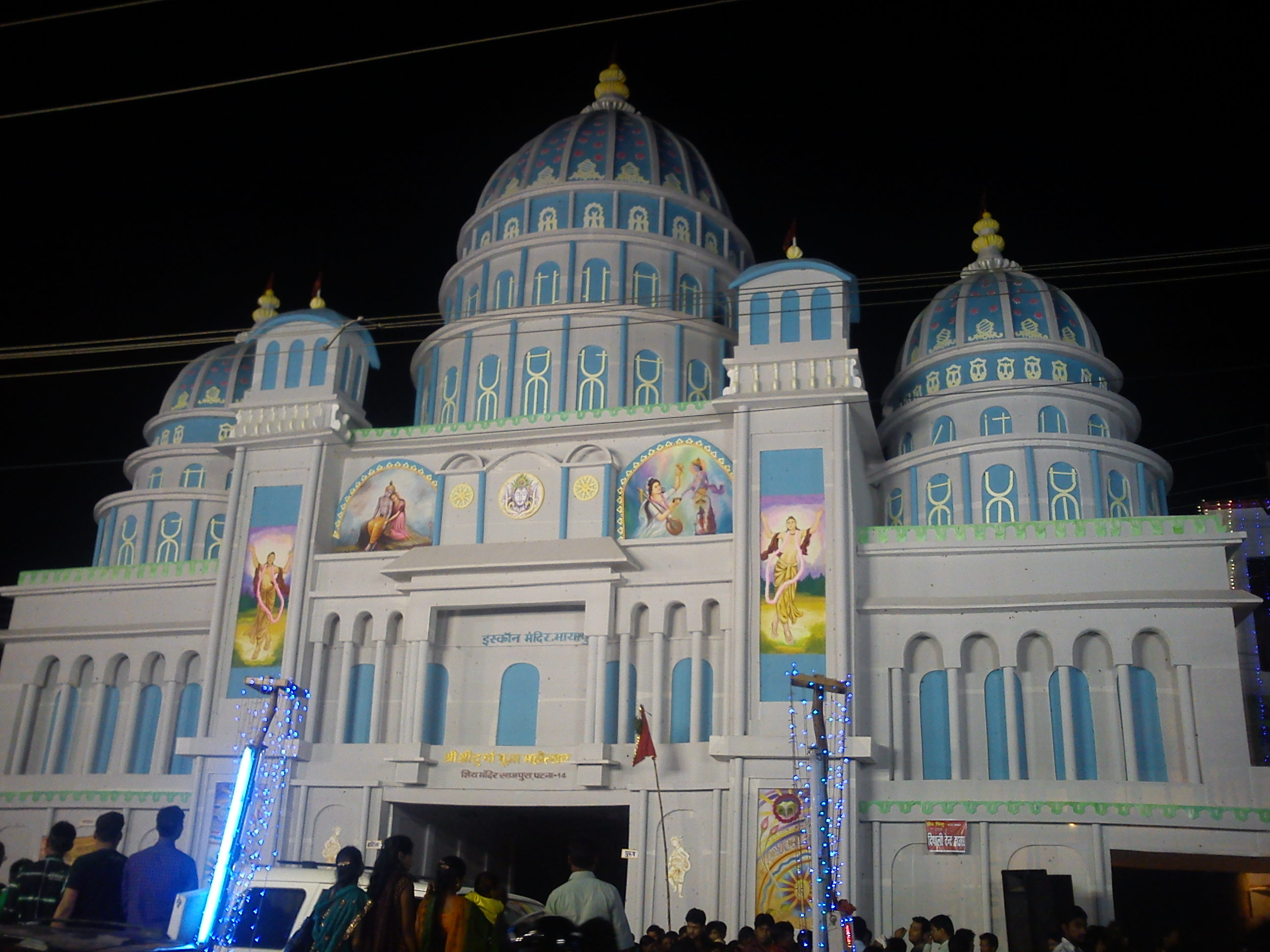
Patna, 2012
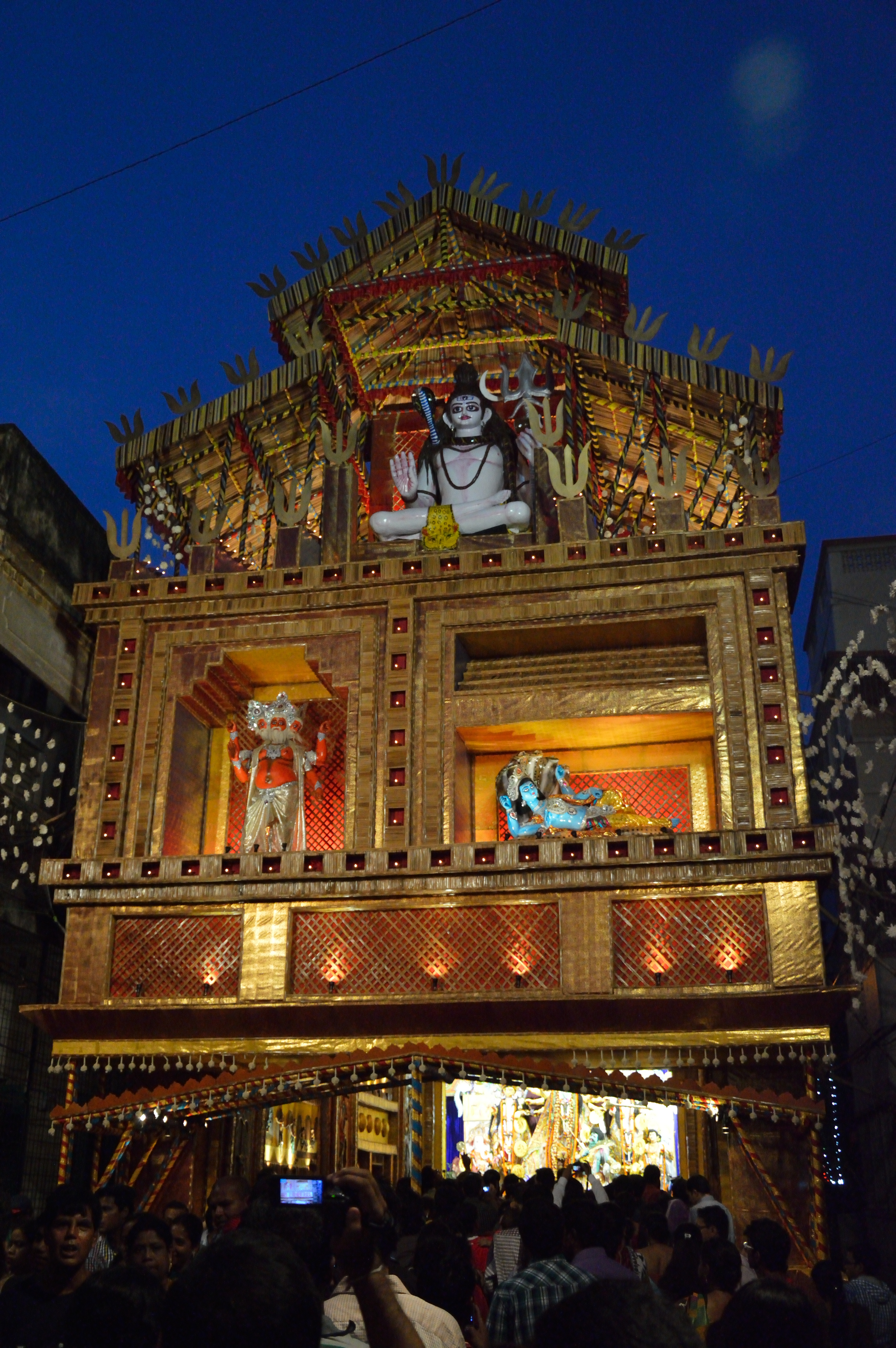
Calcutta, 2013
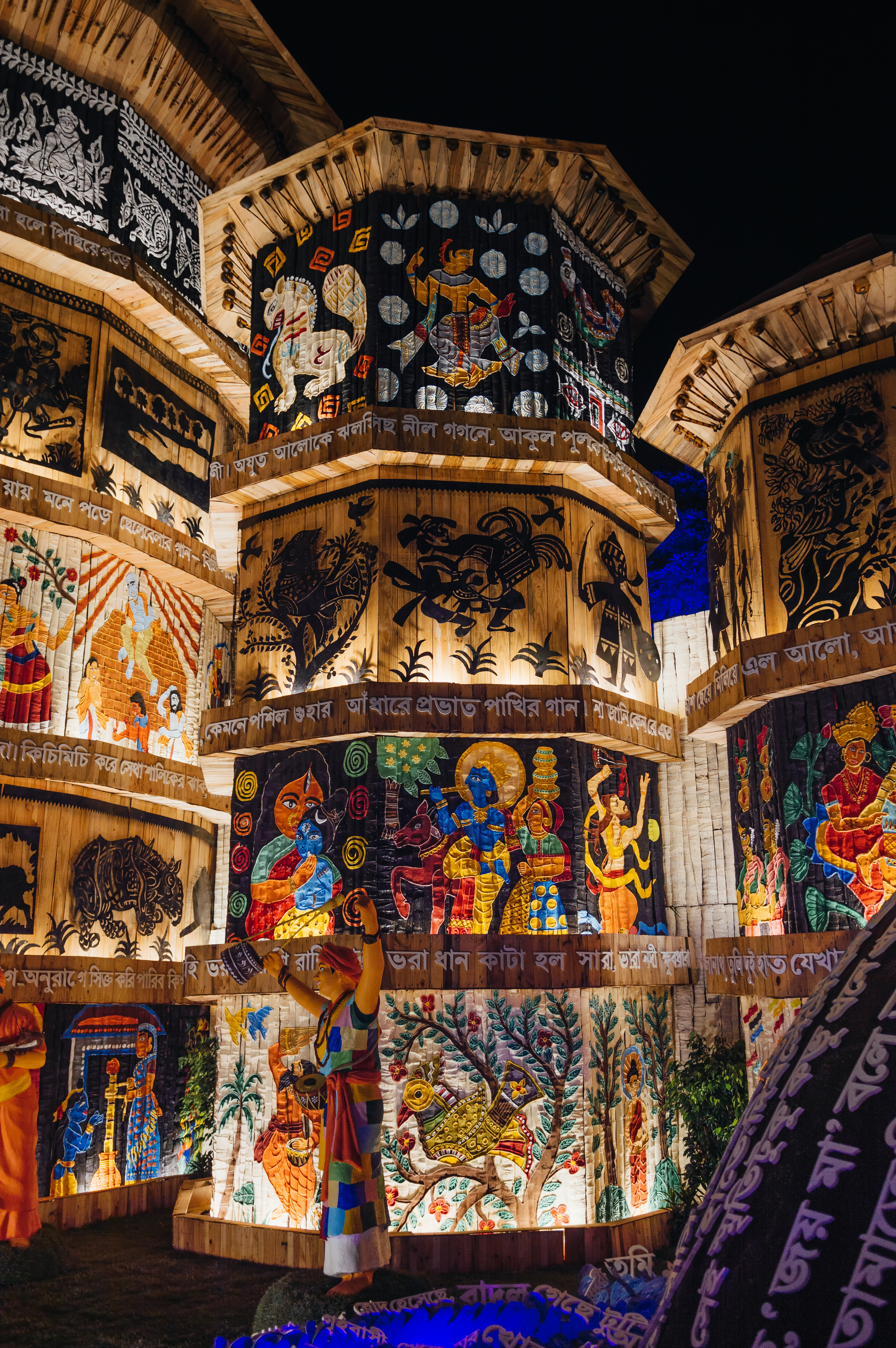
Chaltabagan, Calcutta, 2018
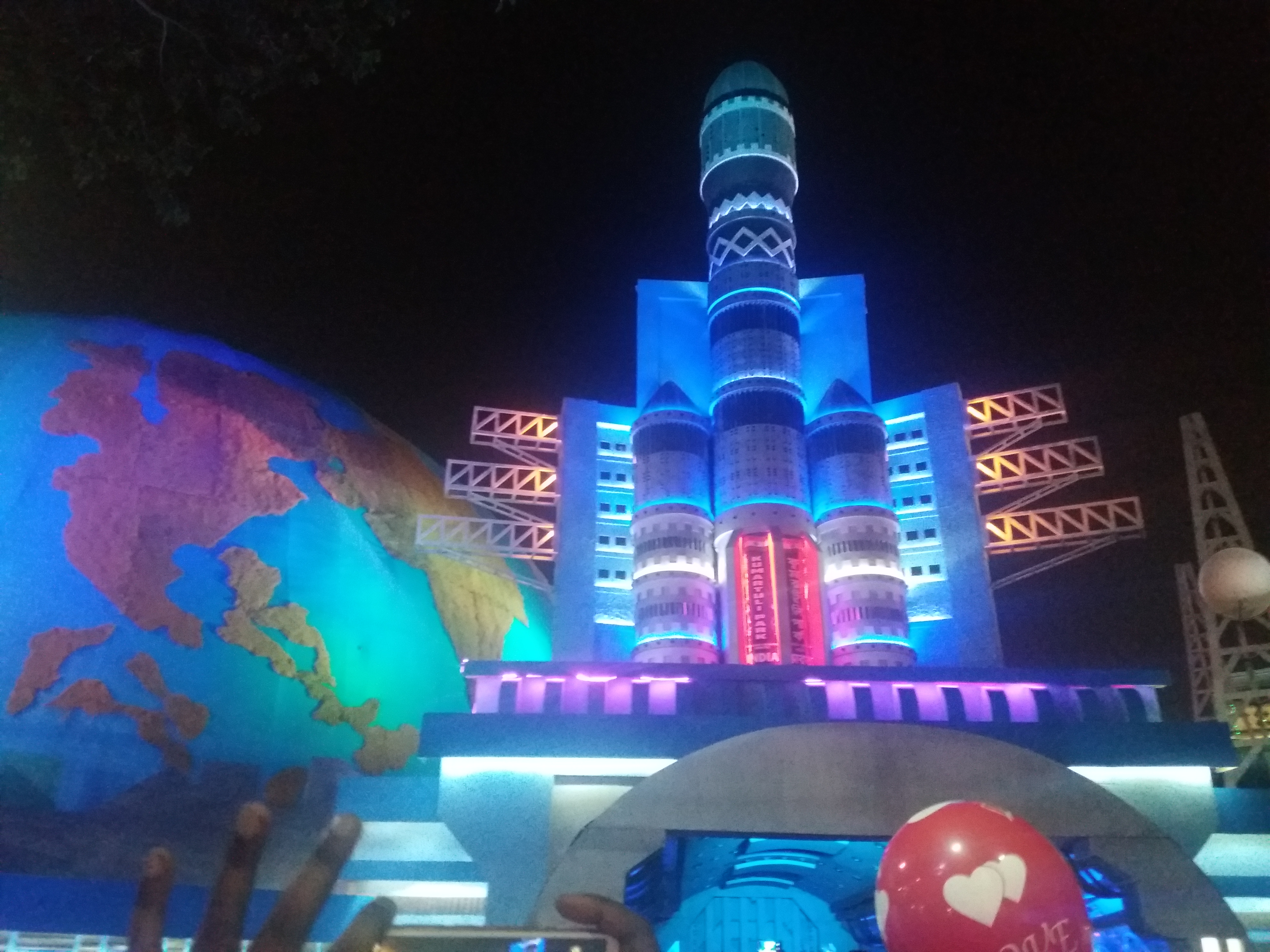
2019, Calcutta
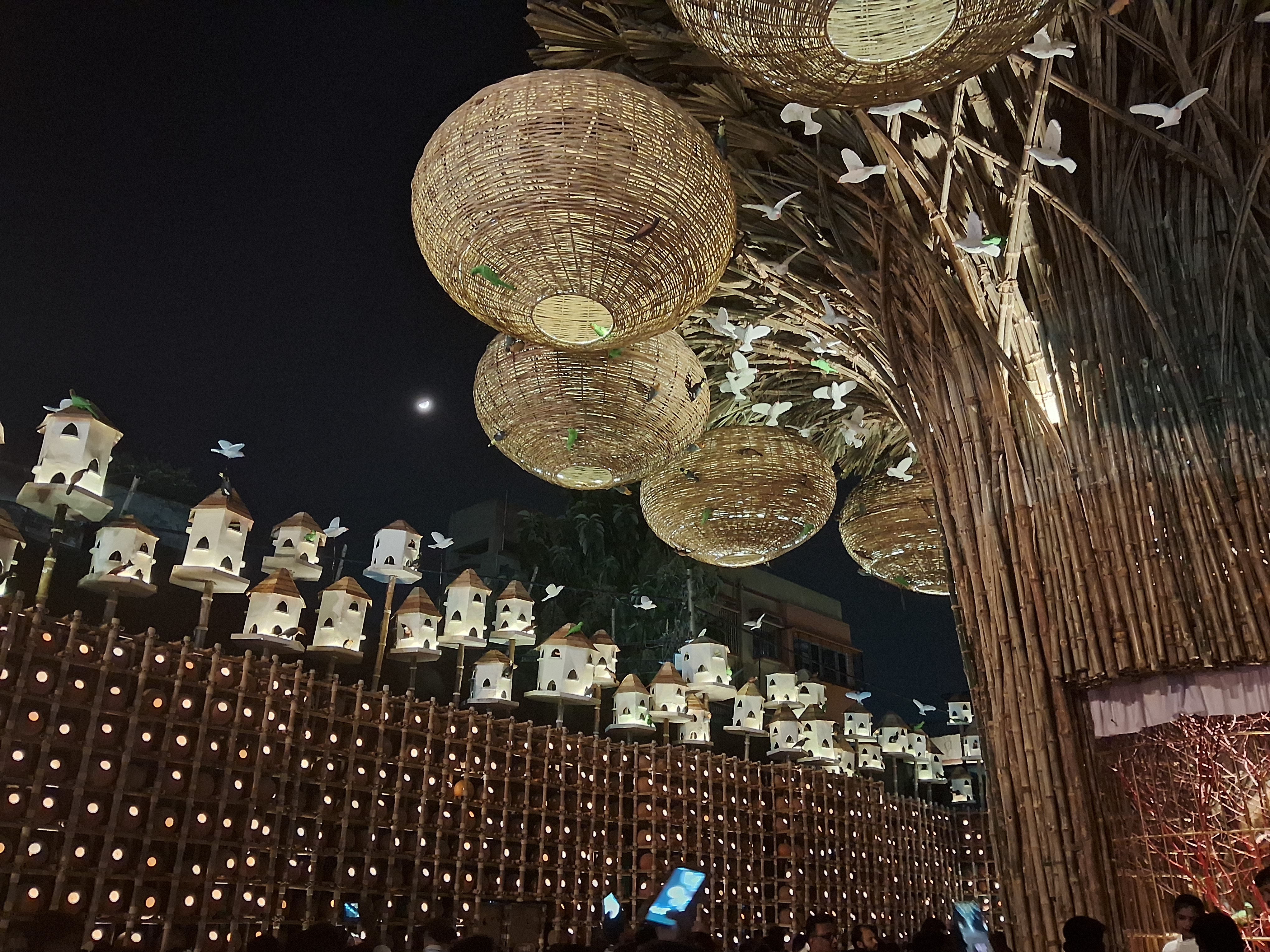
Haridevpur, Calcutta, 2023
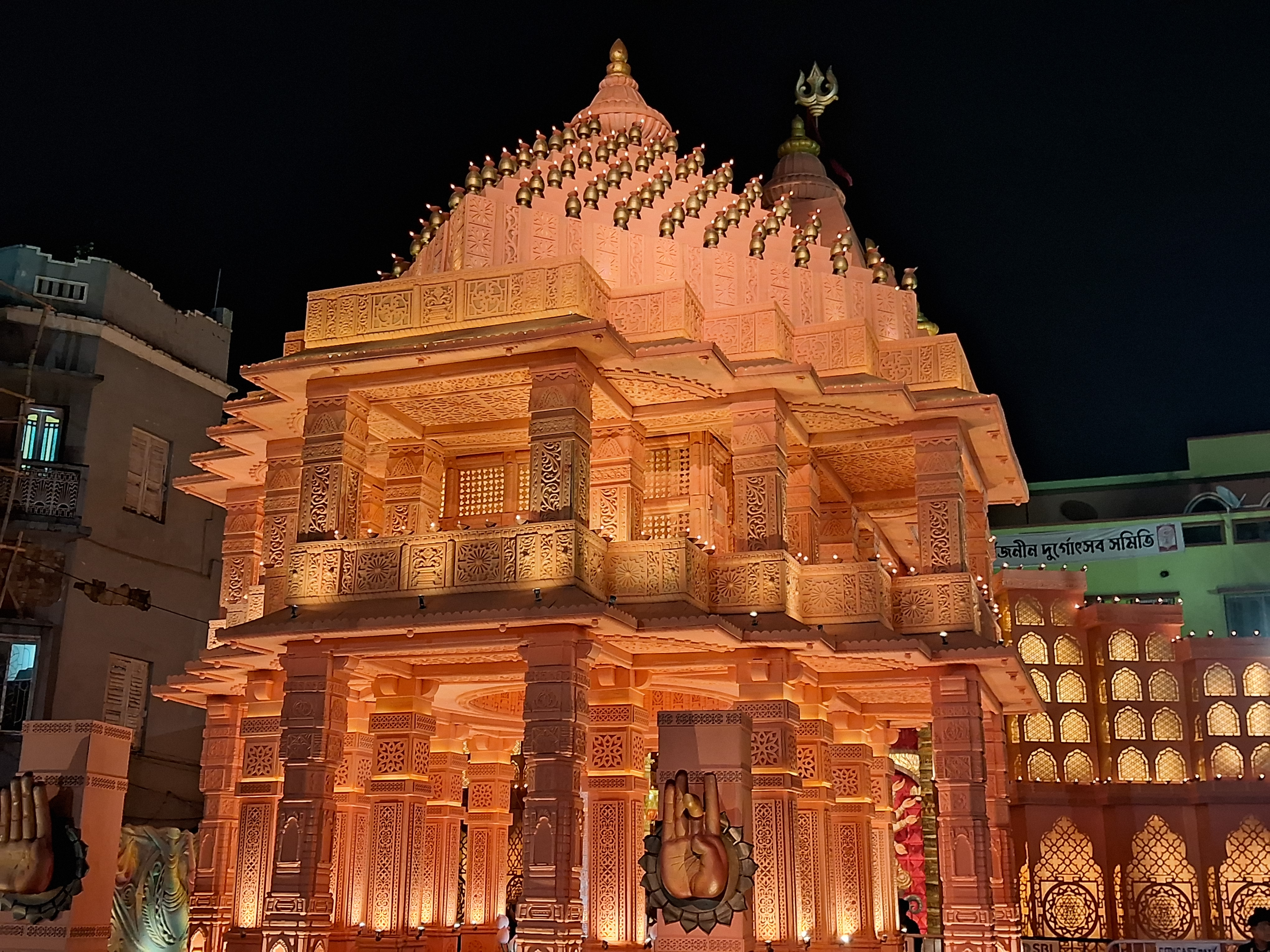
Ahirtola, Calcutta, 2023
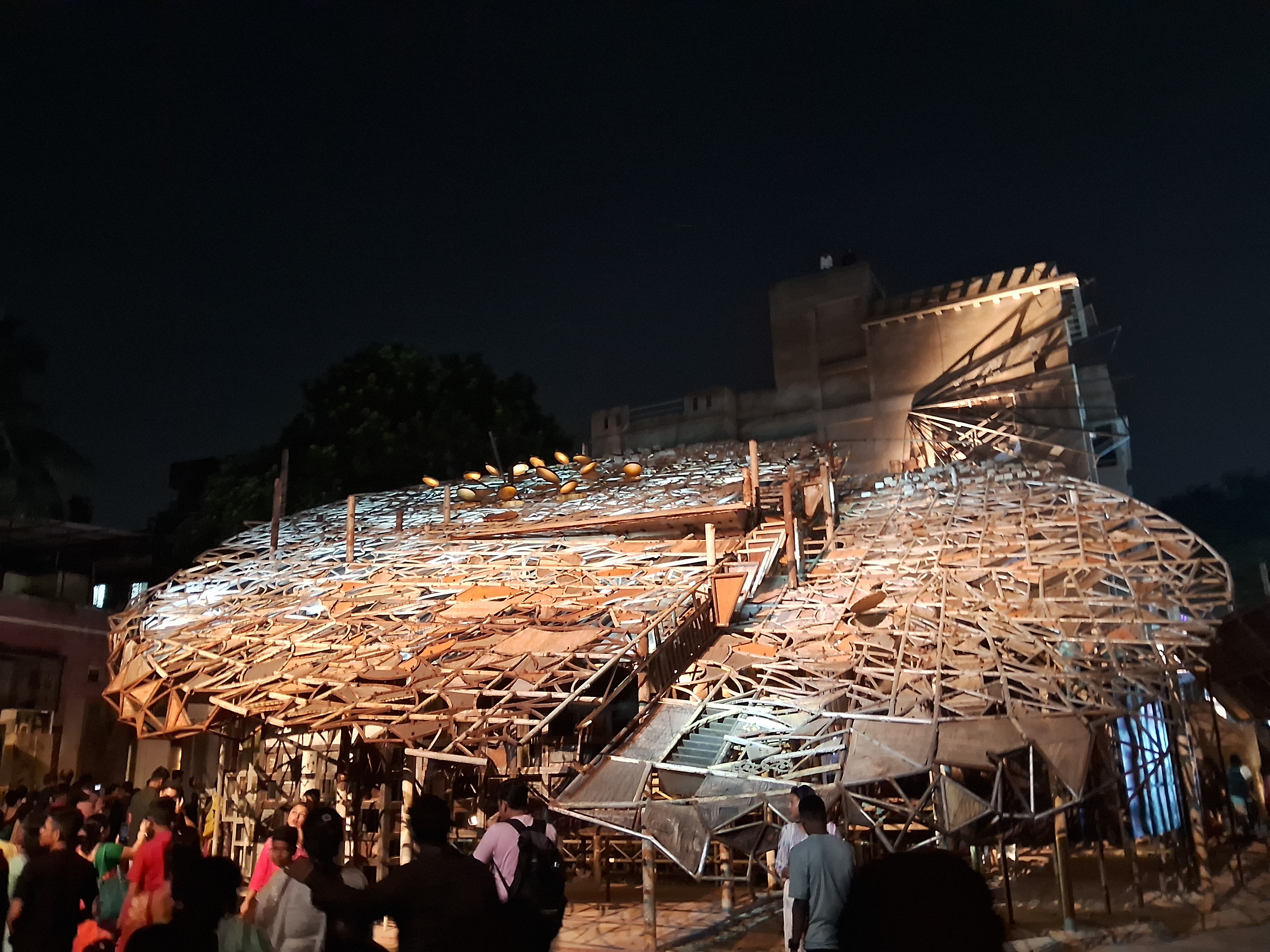
Naktala, Calcutta, 2023

Pandals vus en extérieur jour
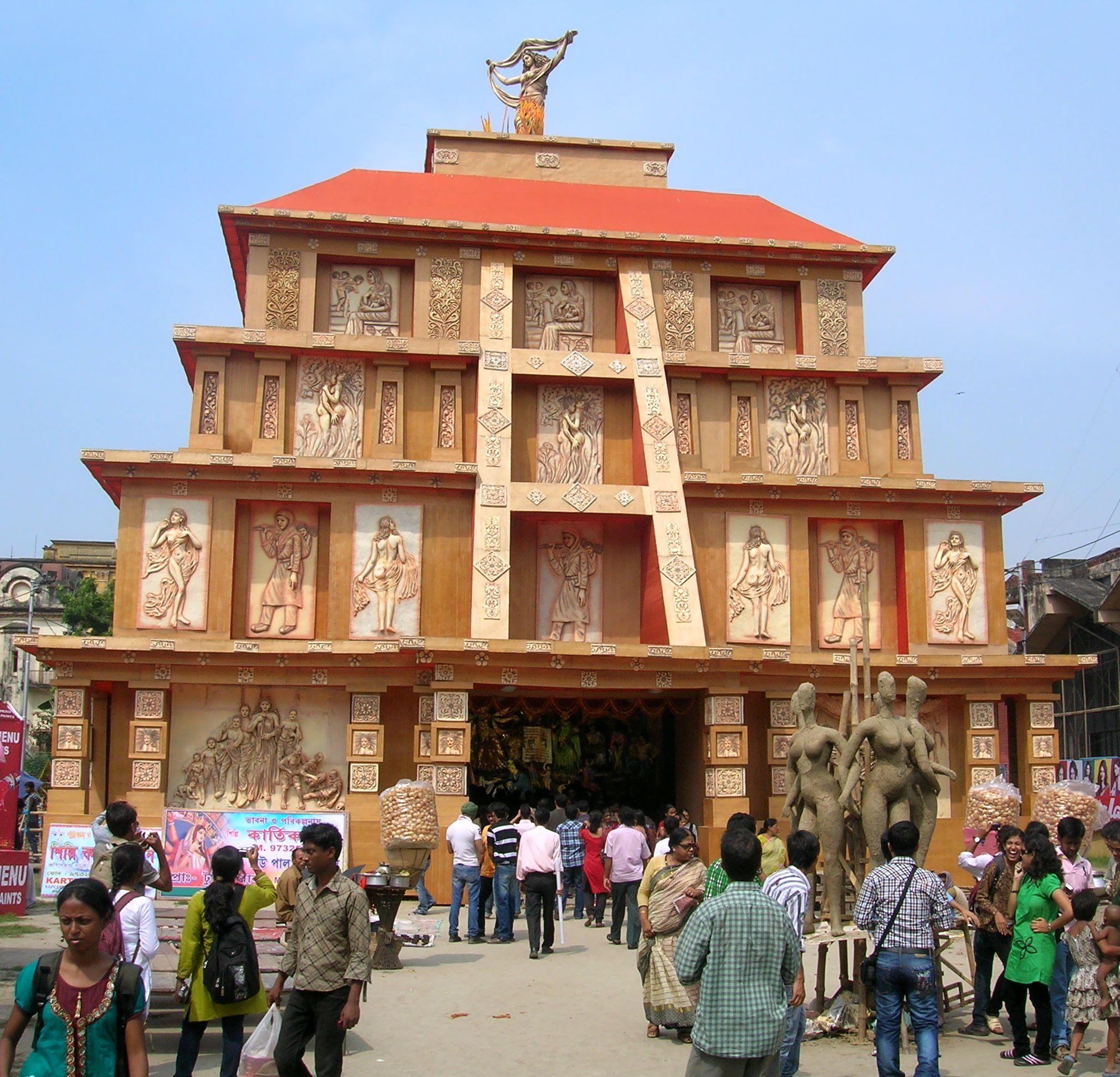
Calcutta, 2011
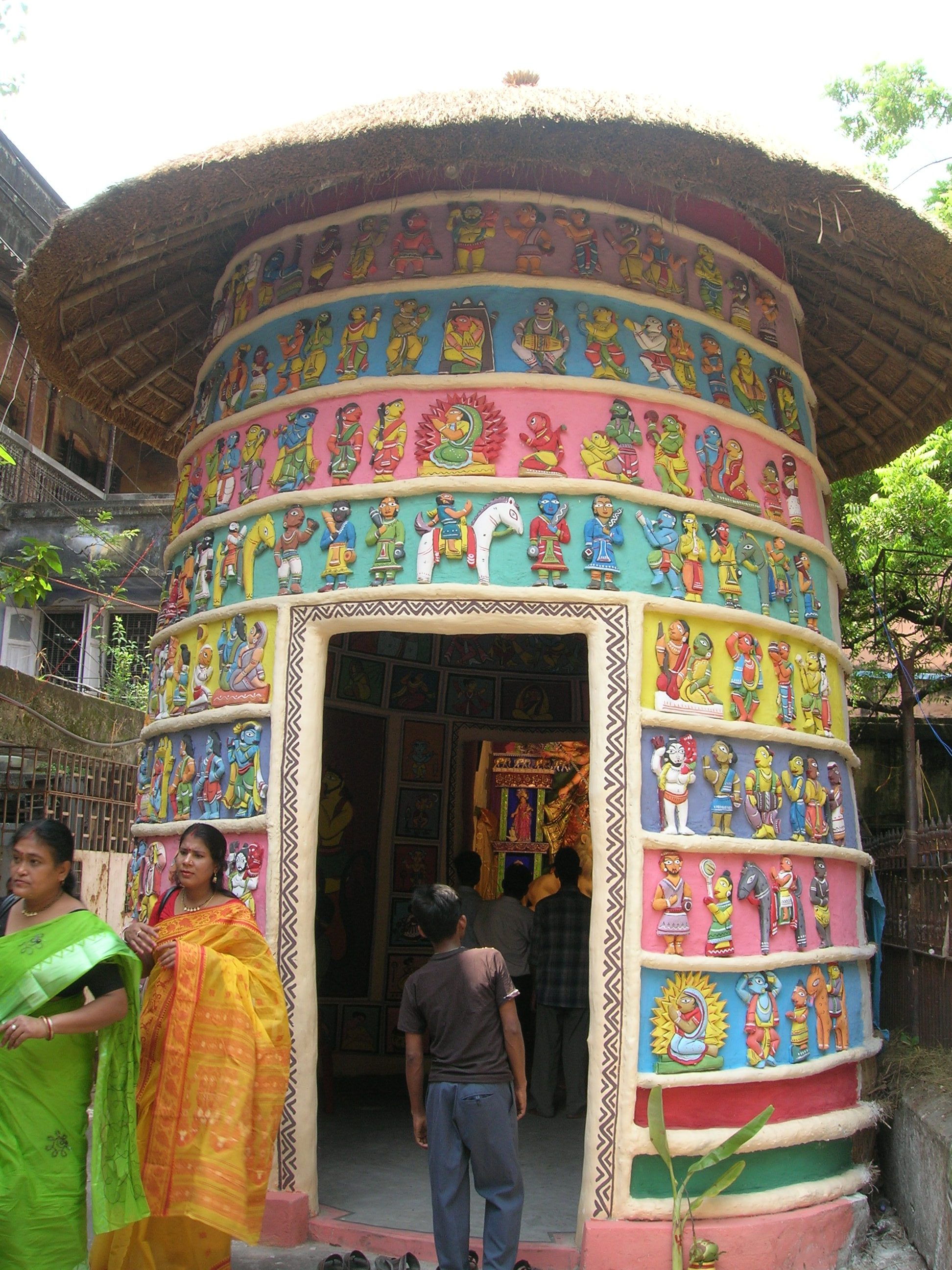
Calcutta, 2011
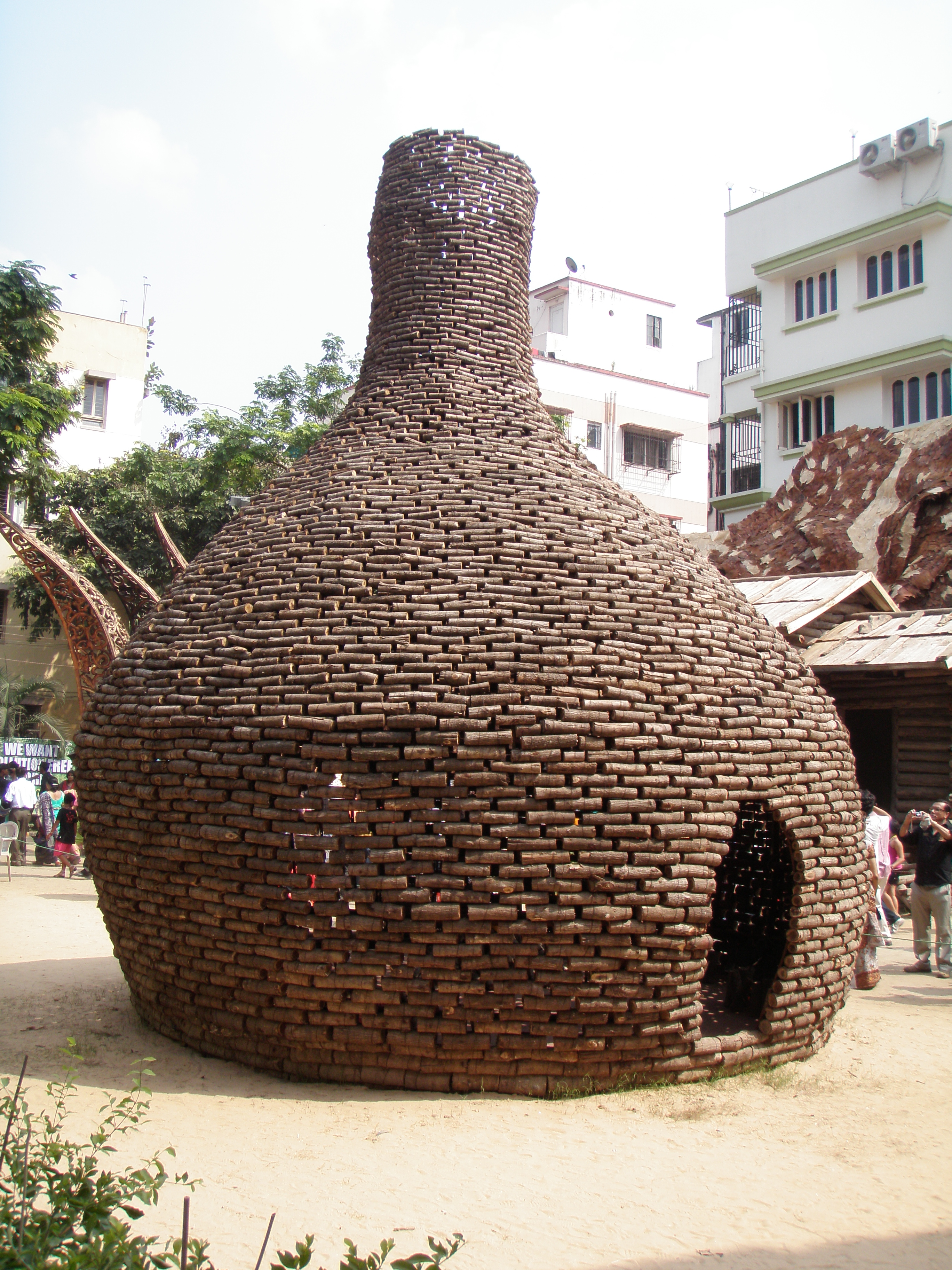
Calcutta, 2011
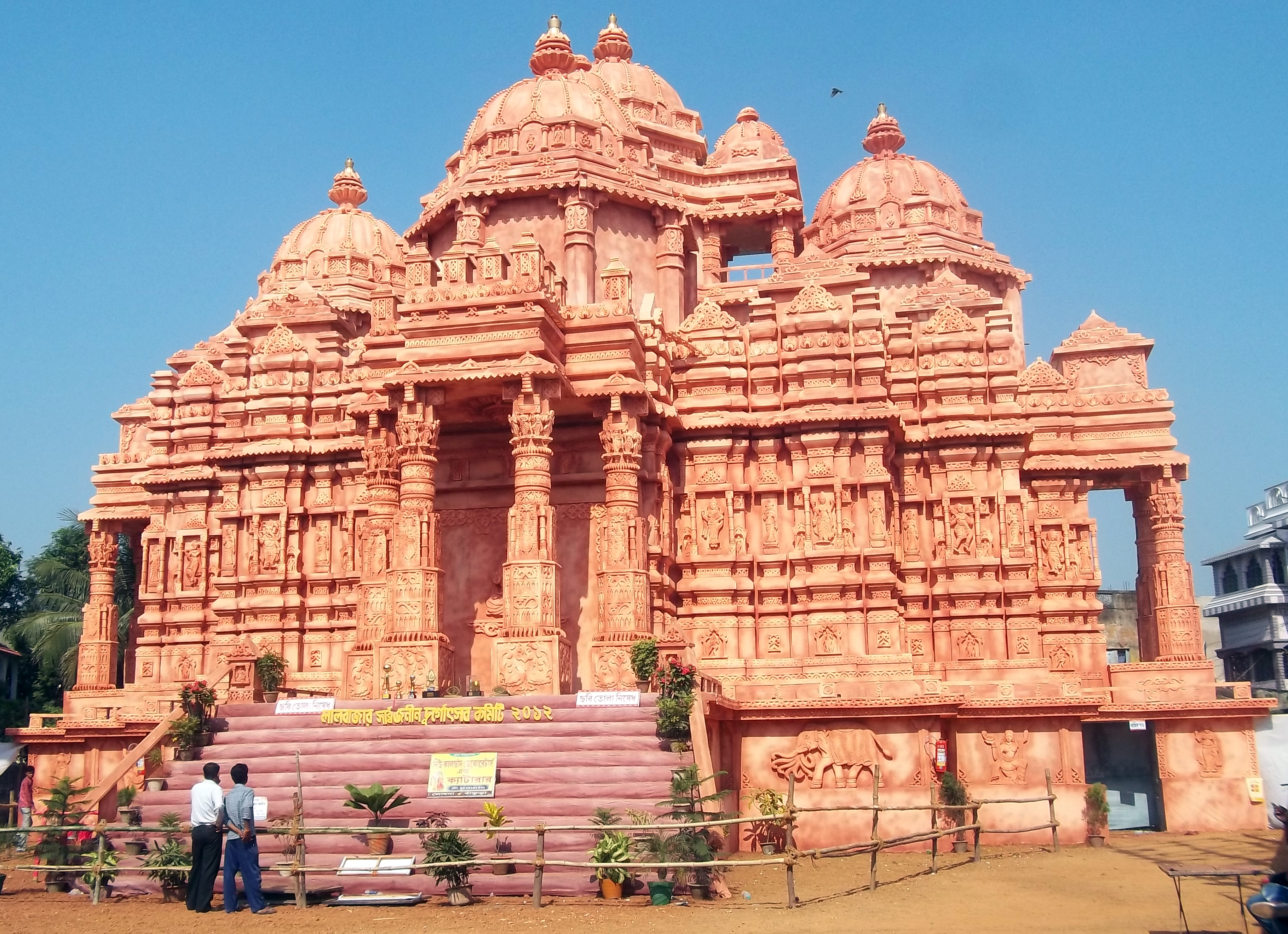
Bankura, 2012
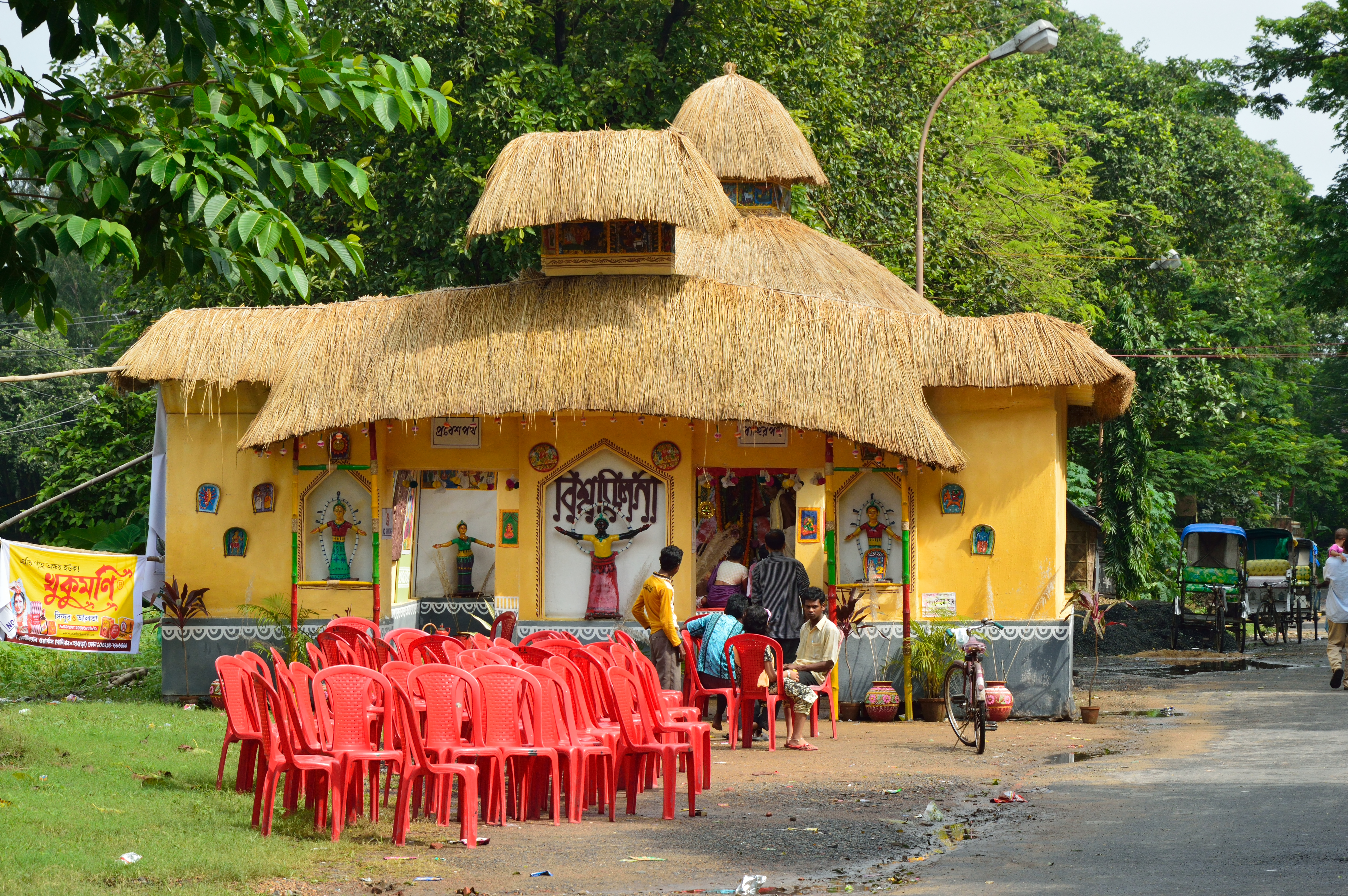
Howrah, 2013
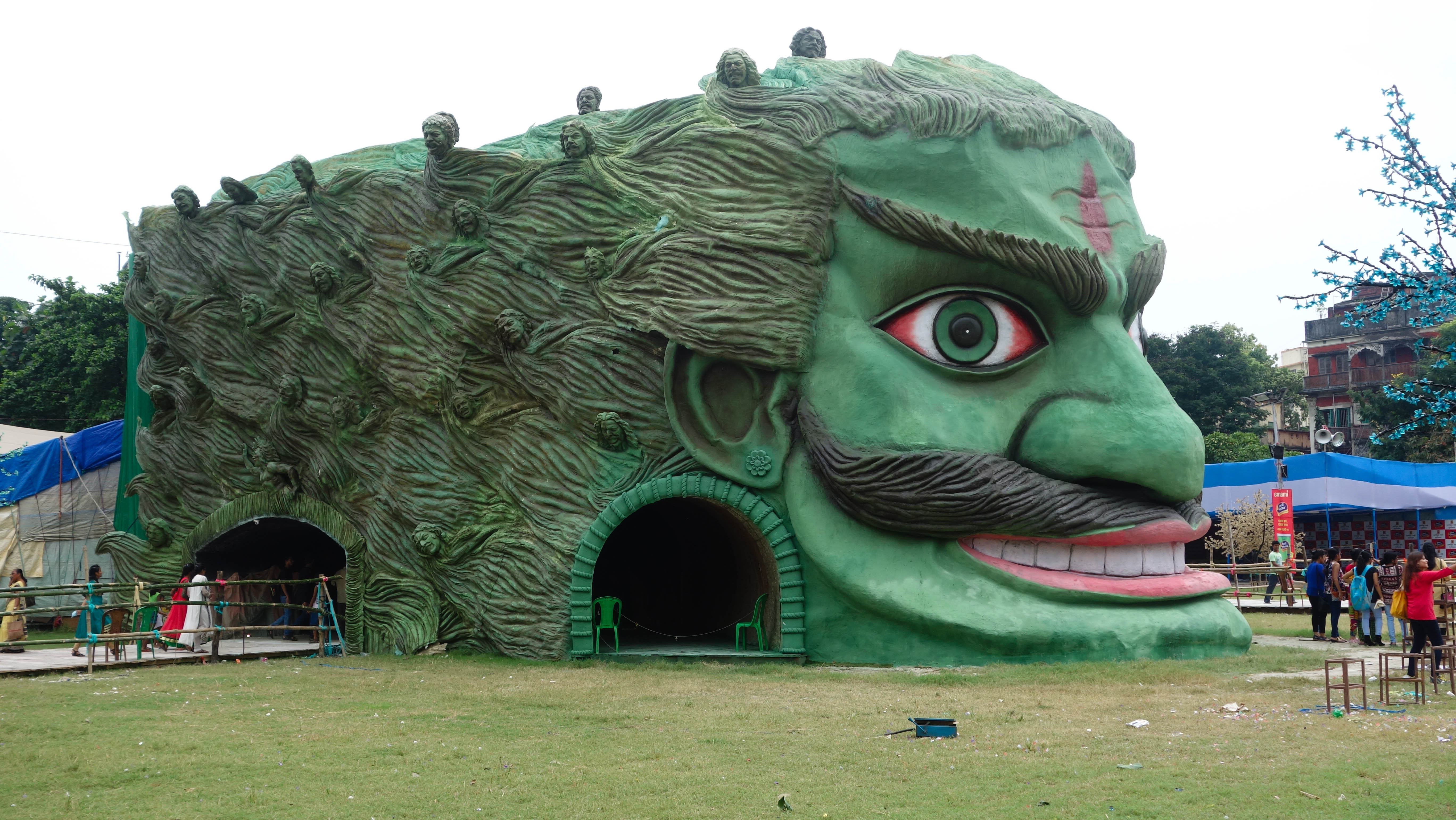
Pandal en forme de Mahishasura, un démon-buffle de la mythologie hindoue. Calcutta, 2016
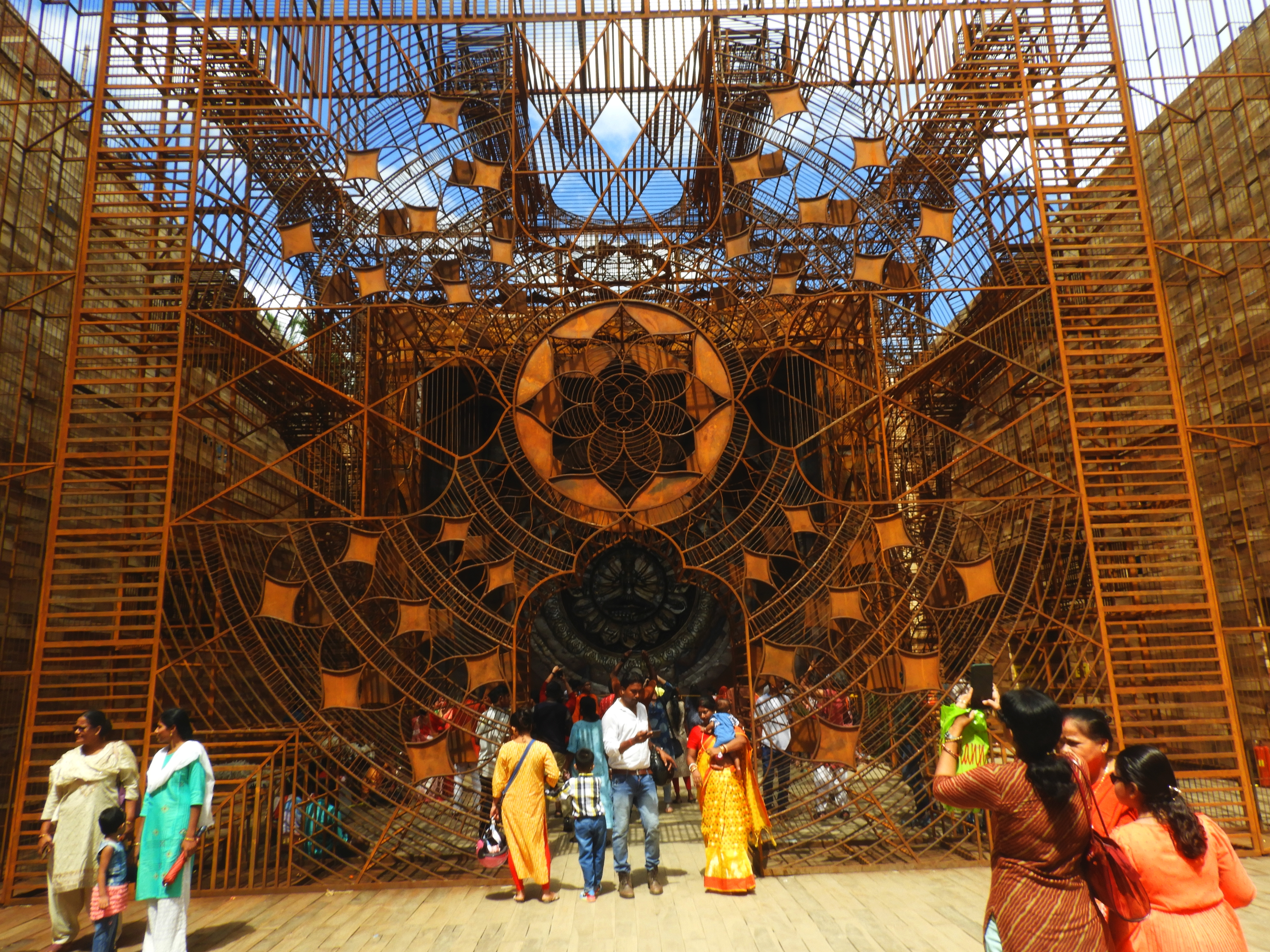
Tollygunge, Calcutta, 2023
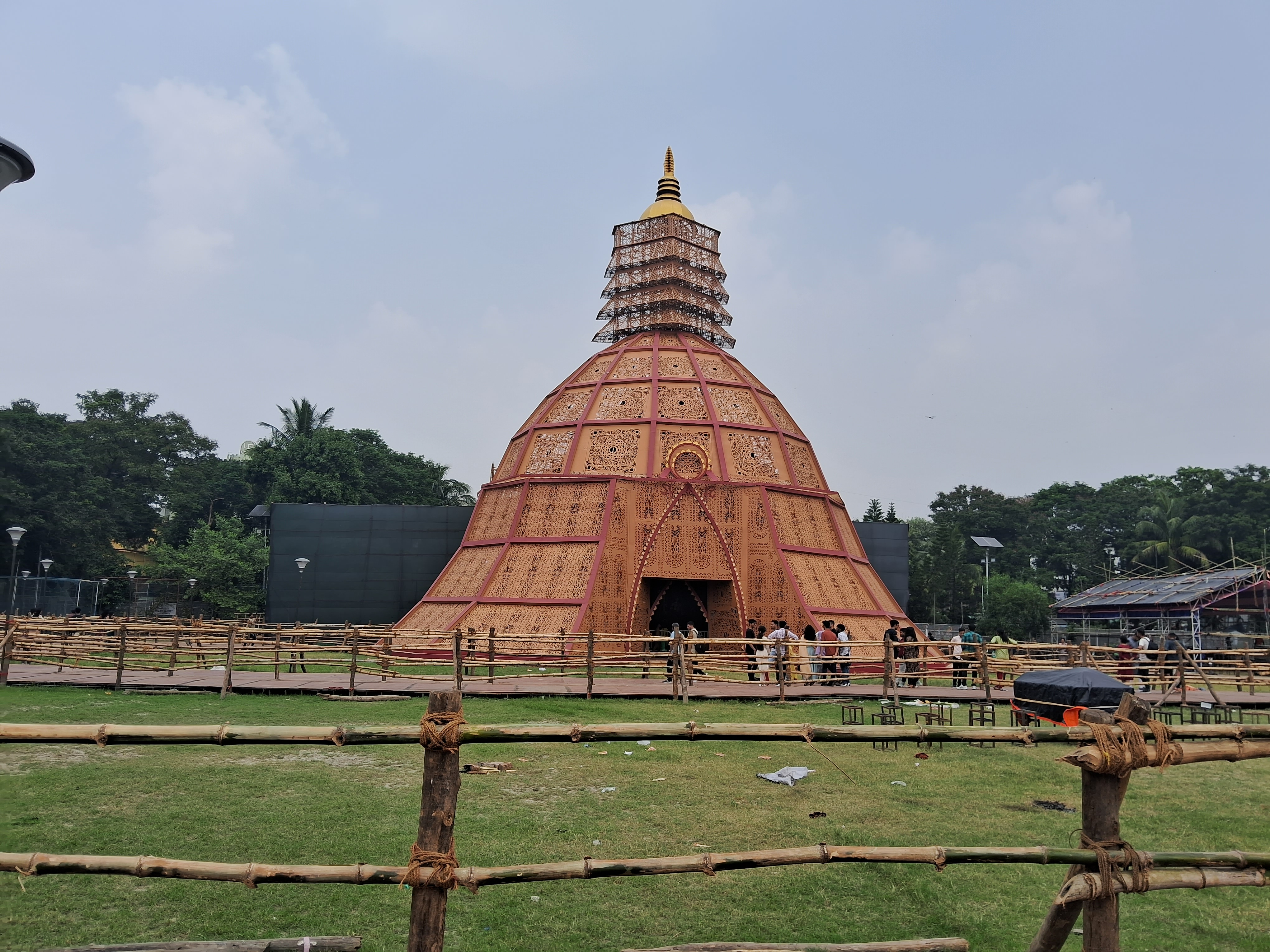
Ballygunge, Calcutta, 2023

Détails des intérieurs
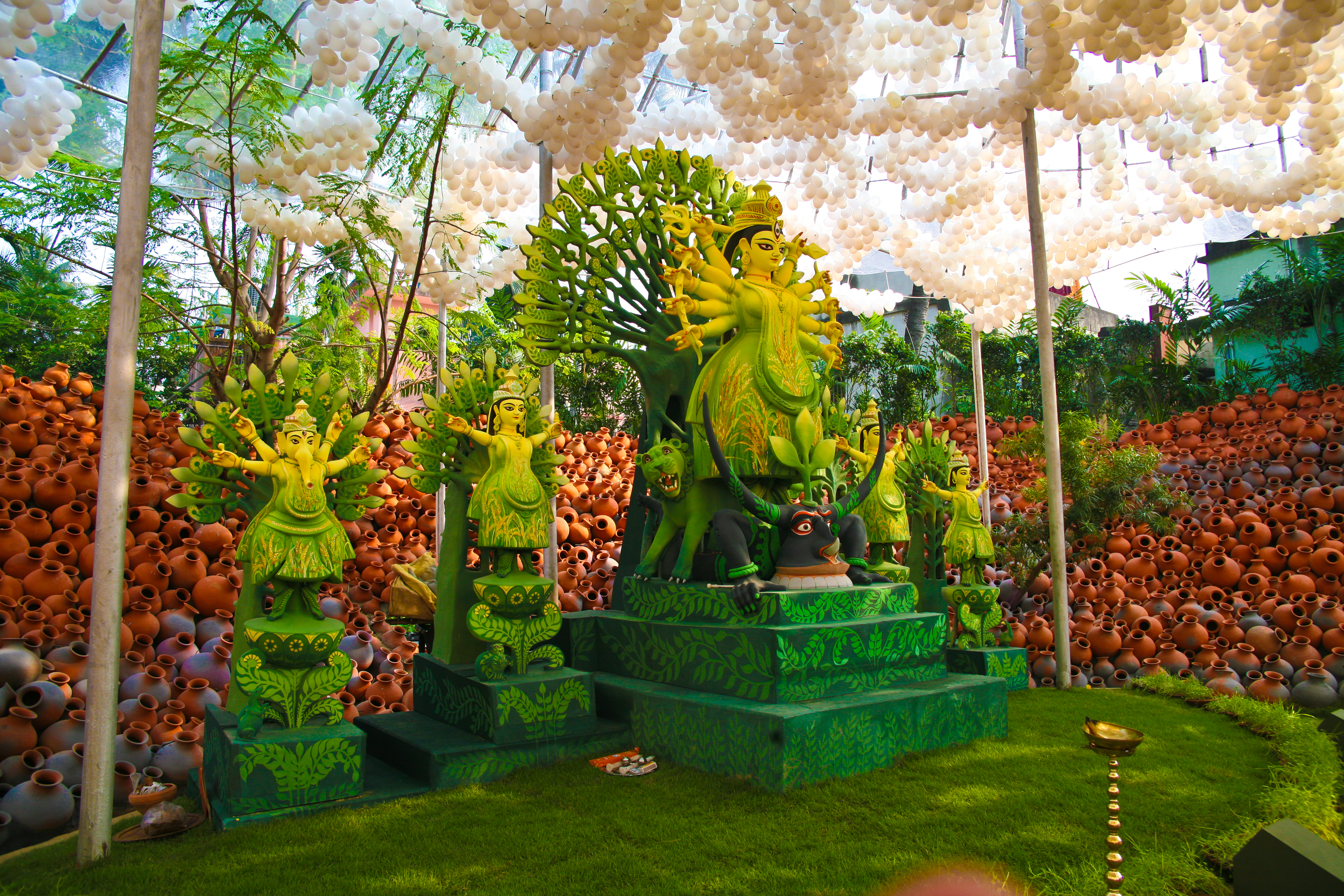
Nanatri, Calcutta, 2010
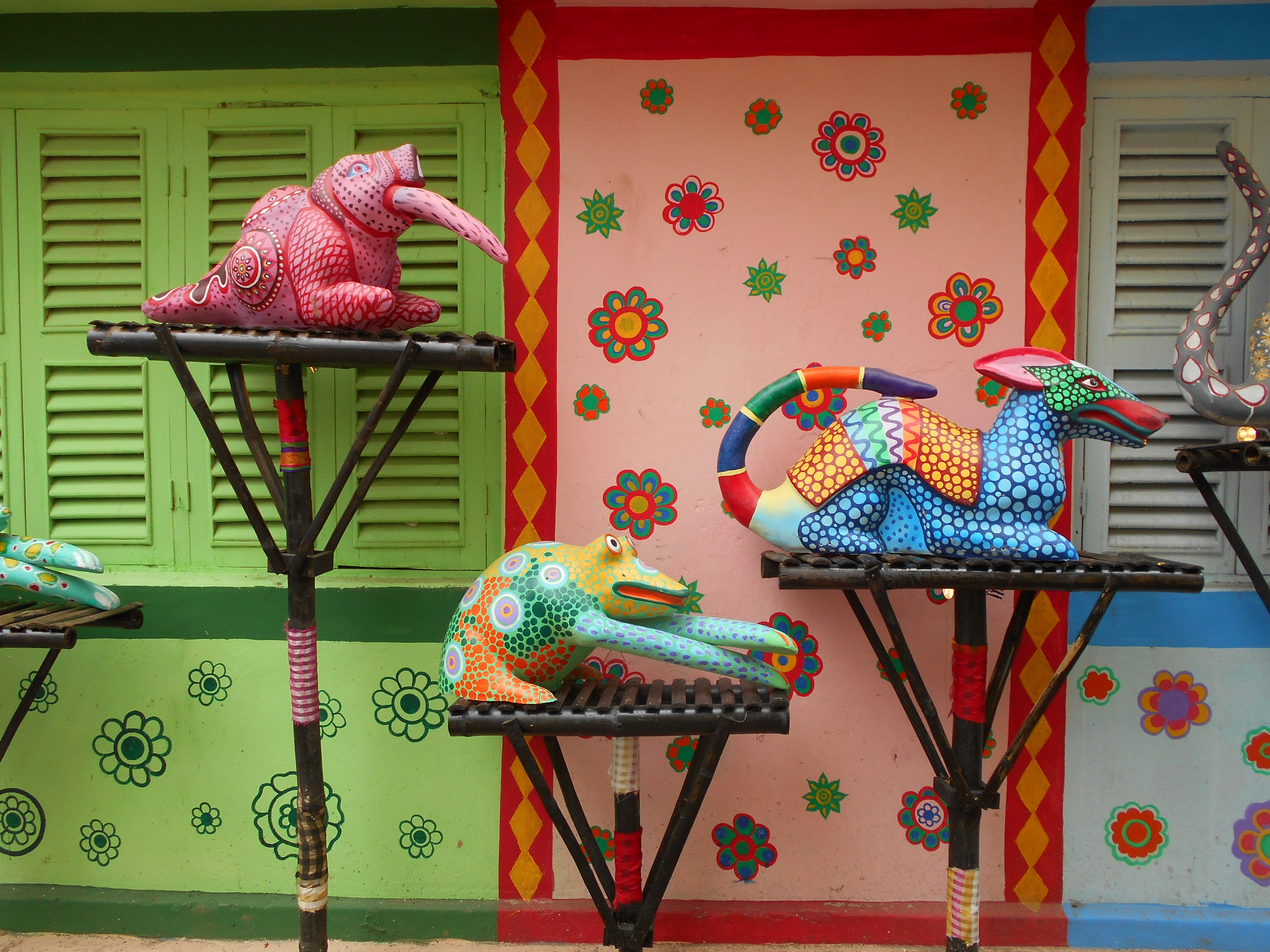
Calcutta, 2016
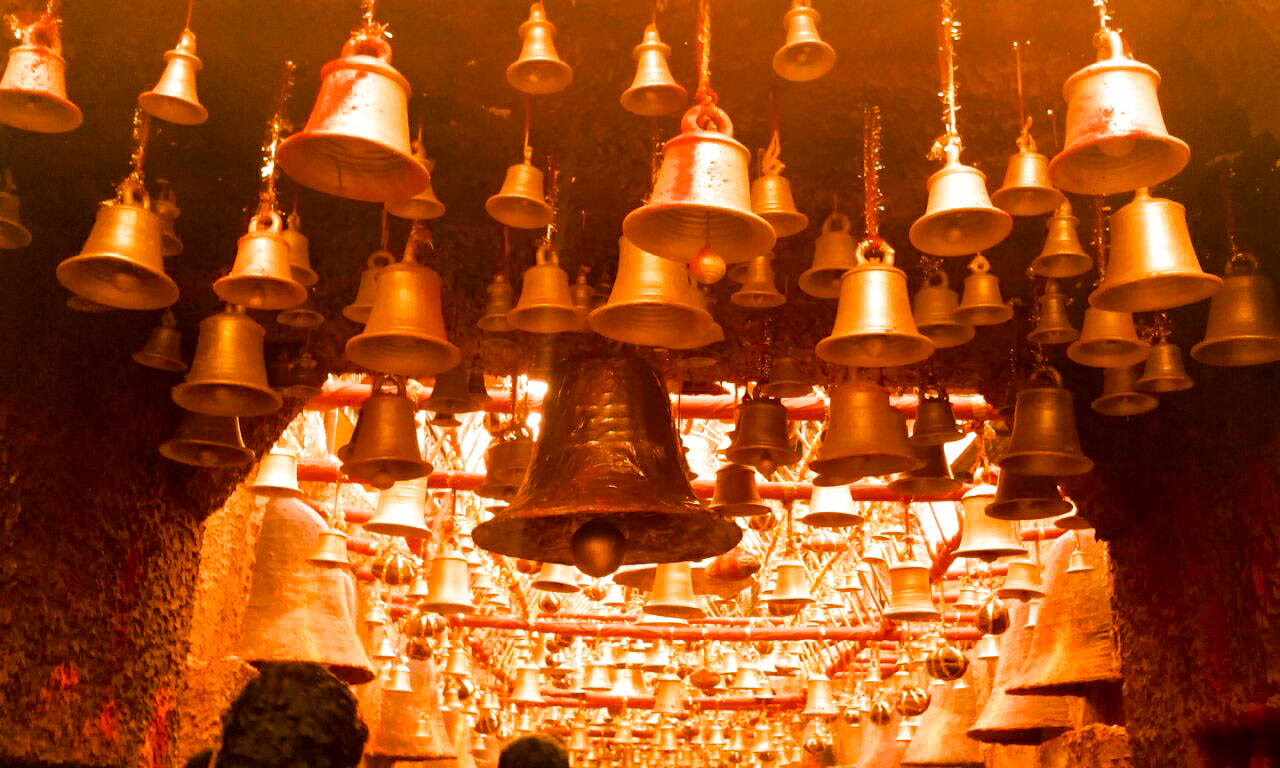
Calcutta, 2016
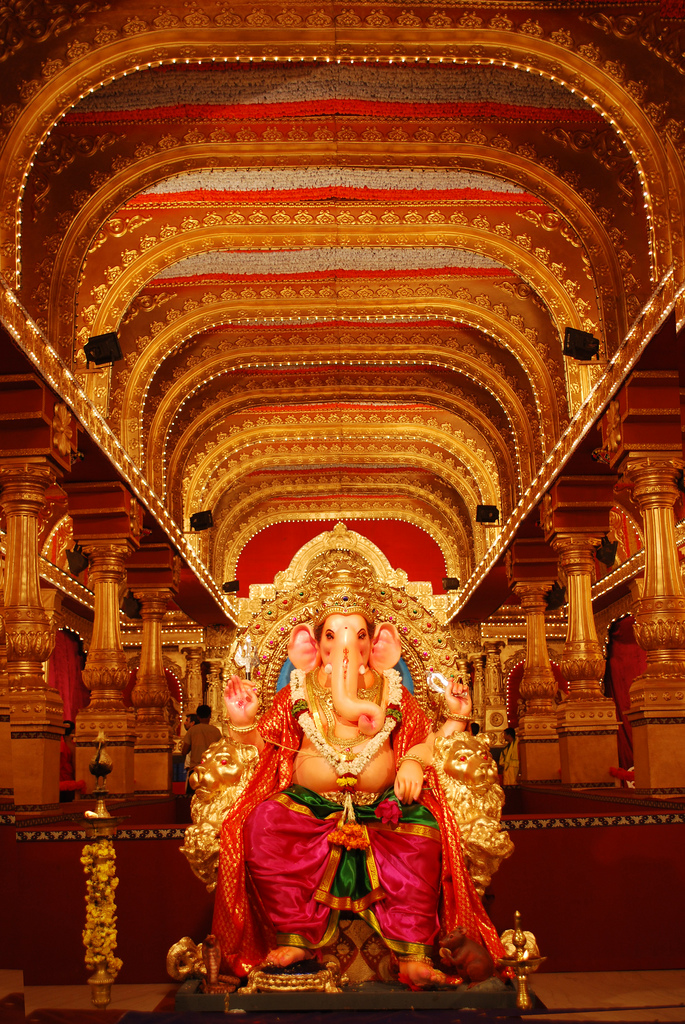
2009
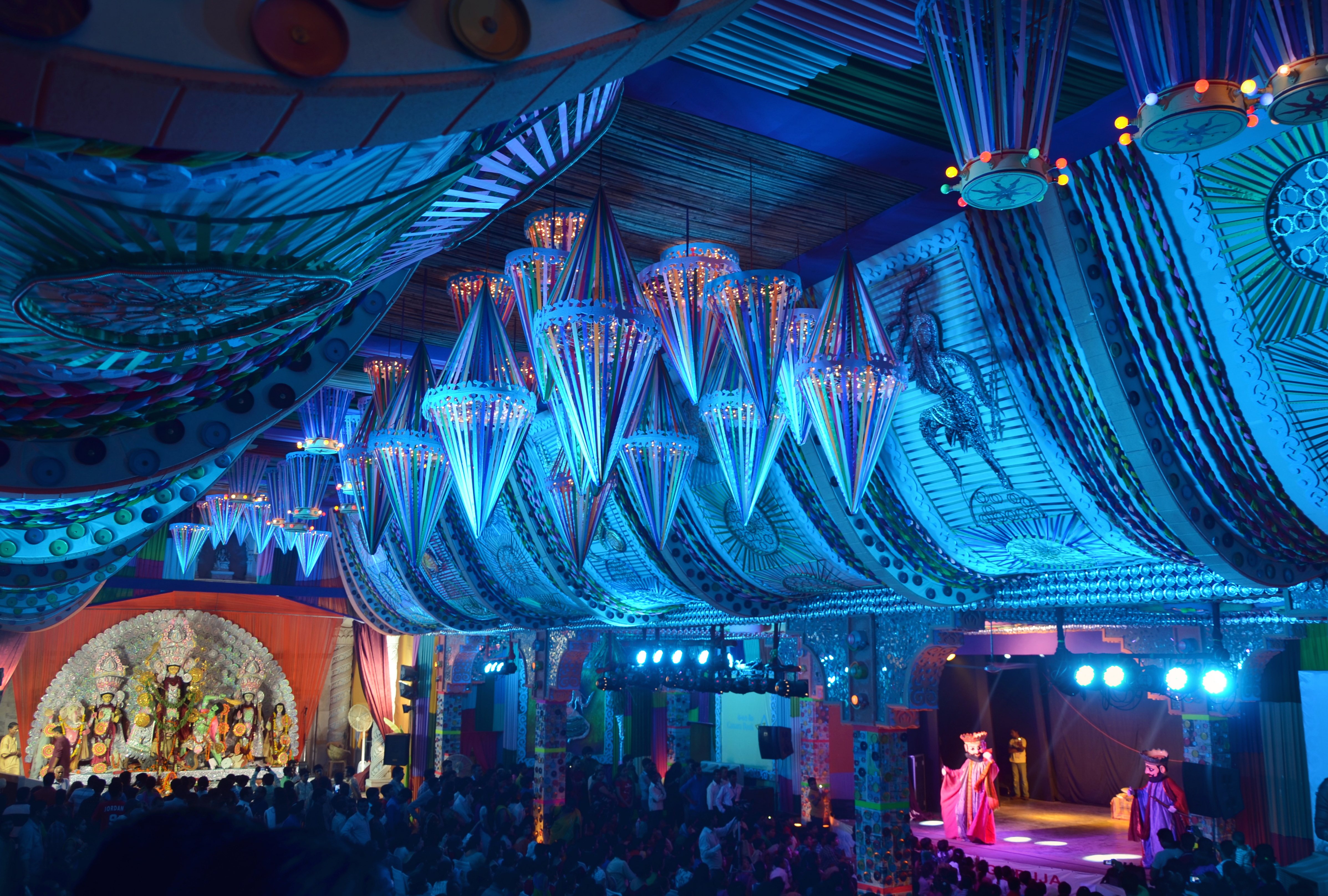
Safdarjung, Delhi, 2014
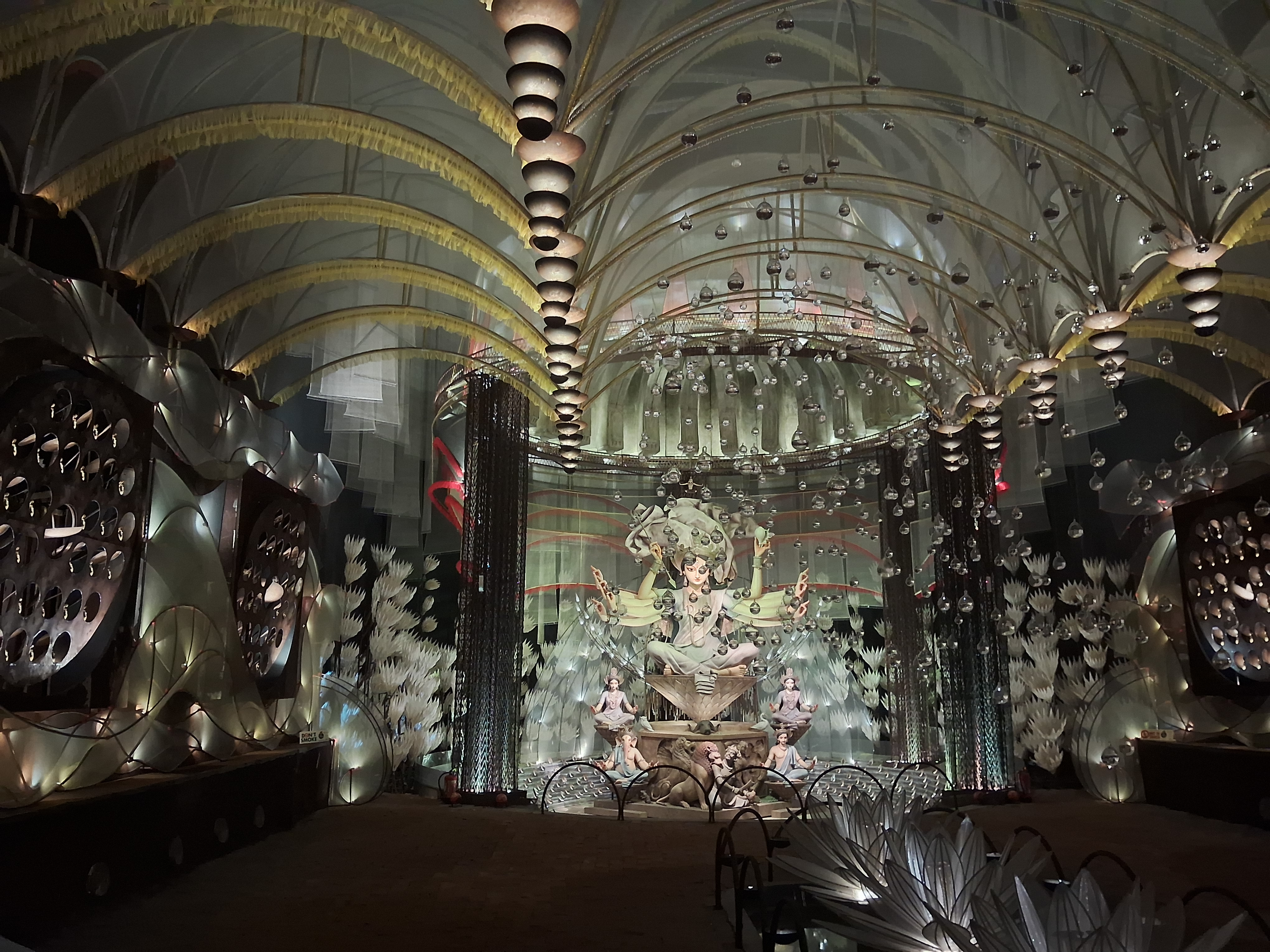
Chorbagan, Calcutta, 2023
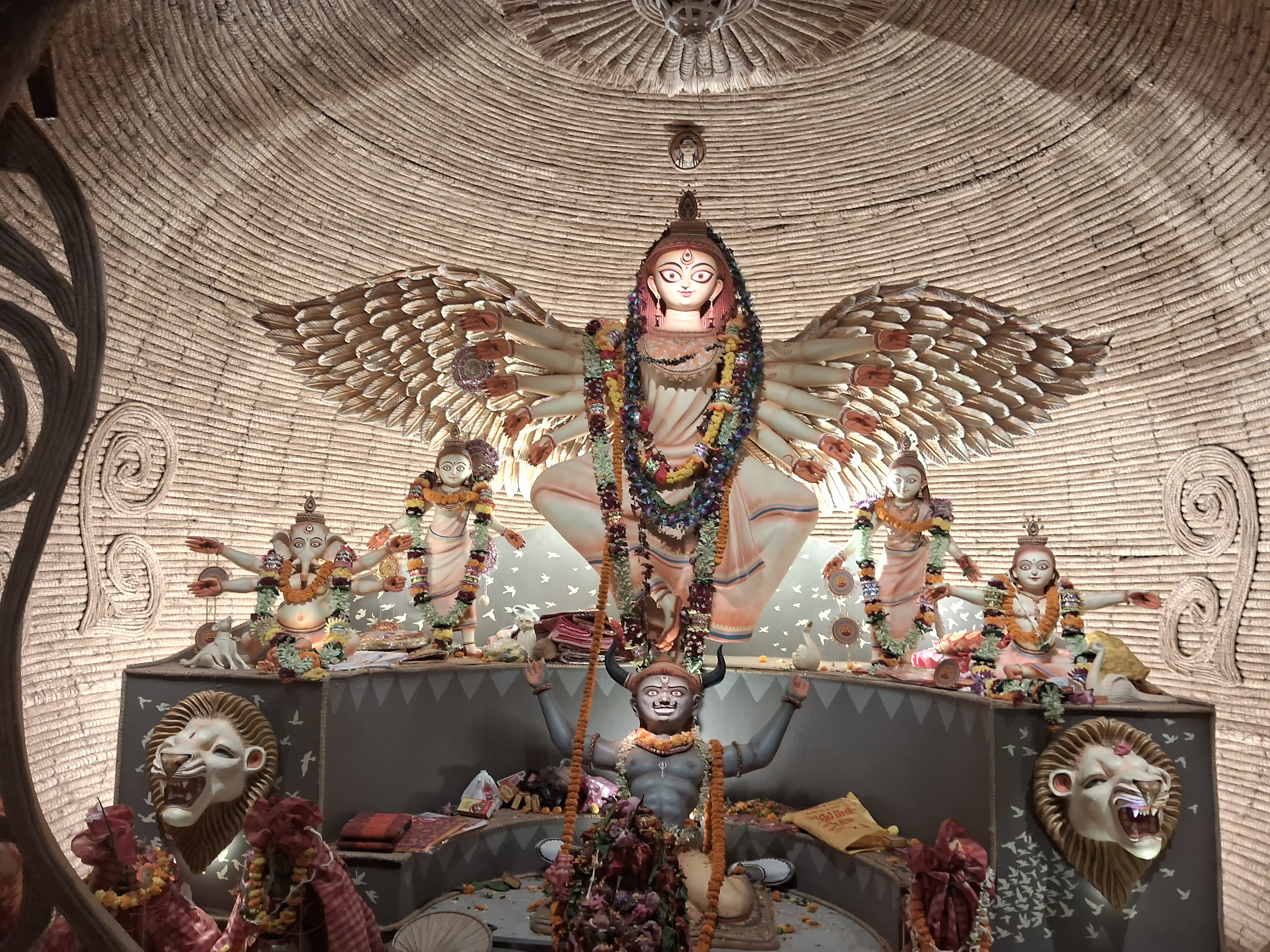
Haridevpur, Calcutta, 2023
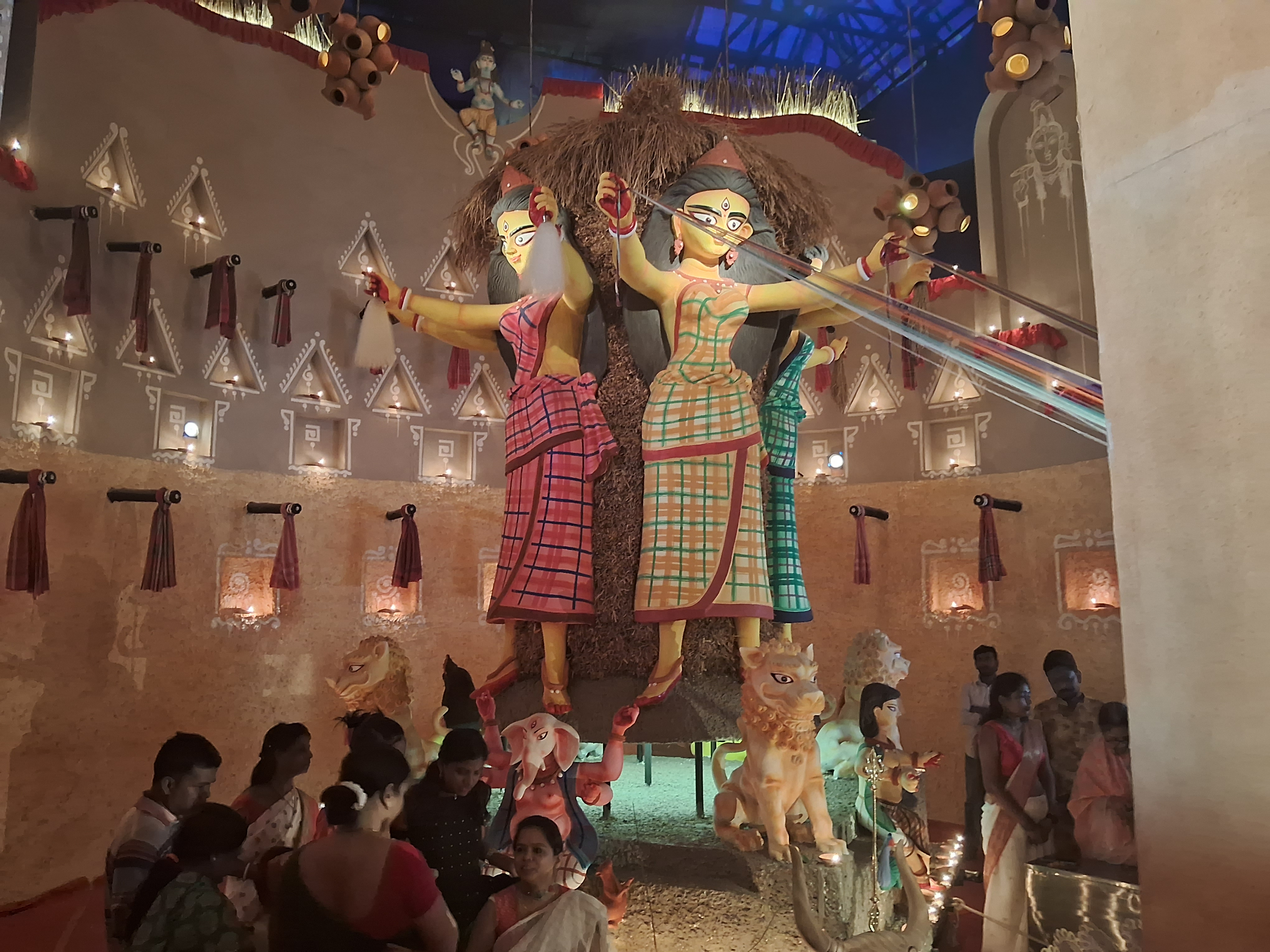
Alipore, Calcutta, 2023

## Autres types depandals
- Birmanie : pendant Thingyan[10] ou un shinbyu.